# Fahrstuhl zum Schafott
Fahrstuhl zum Schafott (Originaltitel: Ascenseur pour l’échafaud) ist ein französischer Kriminalfilm in Schwarzweiß aus dem Jahr 1958 mit Jeanne Moreau und Maurice Ronet in den Hauptrollen. Er war die erste selbständige Regiearbeit von Louis Malle, der auch maßgeblich das Drehbuch bearbeitete. Dieses wiederum basierte auf dem gleichnamigen Roman von Noël Calef. Jeanne Moreau wurde durch diesen Film zum Star, für Louis Malle bedeutete er den Durchbruch als Regisseur. Bekannt wurde auch der schwermütige Modal Jazz von Miles Davis, der den Film durchgängig begleitet.

## Handlung
Der ehemalige Offizier Julien Tavernier und Florence Carala sind ein Liebespaar. Doch Florence ist mit dem deutlich älteren Rüstungsunternehmer Simon Carala verheiratet, in dessen Unternehmen Tavernier in leitender Stellung arbeitet. Florence und Julien planen, ihn zu beseitigen. Hierfür hat Tavernier einen nahezu perfekten Mordplan ausgetüftelt: Am Samstagabend überredet er seine Sekretärin, noch länger zu bleiben, ihn aber nicht in seinem Büro zu stören. Während sie vor seiner Bürotür Bleistifte spitzt und ihm somit unbewusst ein Alibi verschafft, verlässt er heimlich durch das Fenster sein Büro. Über den Balkon des Hochhauses, in dem das Unternehmen Carala residiert, klettert er mithilfe eines Wurfankers und eines Seils unbemerkt eine Etage höher und dringt in das Büro seines Chefs ein. Nach einem kurzen Dialog tötet er ihn kaltblütig mit dessen eigener Pistole und arrangiert die Tat geschickt als Suizid. Daraufhin kehrt er in sein Büro zurück und fährt zusammen mit der Sekretärin und dem Hausmeister Maurice mit dem Aufzug ins Erdgeschoss. Er verabschiedet sich und geht zu seinem Auto, das gegenüber vor einem Blumenladen parkt.
In dem Blumenladen arbeitet die junge Véronique, die Tavernier bewundert und gerade Besuch von ihrem kriminellen Freund Louis hat. Tavernier macht seinen Wagen fahrbereit. Er wirft seinen Trenchcoat auf den Sitz, öffnet das Cabrioletdach und startet den Motor. In diesem Augenblick entdeckt er, dass ihm ein Fehler unterlaufen ist. Deutlich sichtbar baumelt hoch oben am Balkongeländer des Firmengebäudes noch das Seil. Er eilt in das Gebäude zurück und fährt mit dem Aufzug nach oben. In diesem Augenblick schaltet der Hausmeister Maurice aber den Strom ab, wodurch der Fahrstuhl zwischen zwei Stockwerken stehenbleibt. Der Hausmeister schließt das Gebäude von außen ab. Tavernier steckt im Fahrstuhl fest.
Inzwischen unterhält sich Véronique mit Louis über Julien Tavernier. Louis beschließt impulsiv, das mit laufendem Motor parkende Auto zu entwenden. Véronique begleitet ihn widerstrebend, und zusammen verlassen sie Paris in Richtung Autobahn. Florence, die nervös Tavernier erwartet, bemerkt das Auto ihres Geliebten im Vorbeifahren, sie erkennt die Blumenverkäuferin Véronique, kann den Fahrer aber nicht sehen. Verzweifelt glaubt sie, Tavernier habe sie verlassen. Wie in Trance bewegt sie sich durch das beginnende Nachtleben, begleitet von ihren aus dem Off gesprochenen Gedanken und der eindringlichen Musik von Miles Davis. Auf der Suche nach Tavernier streift sie durch den nächtlichen Regen, durch Bars und Cafés.
Inzwischen haben Véronique und Louis in Taverniers Auto einen Revolver und einen kleinen Fotoapparat entdeckt. Auf der Autobahn liefern sie sich ein Wettrennen mit einem Mercedes-Benz 300 SL aus Deutschland, dessen Insassen sie an einem Motel kennenlernen. Es handelt sich um Horst Bencker und seine Frau, der das junge Paar zu sich aufs Zimmer einlädt. Véronique gibt Louis als Julien Tavernier aus und behauptet, dessen Ehefrau zu sein. Die beiden Paare verbringen den Abend zusammen, sie betrinken sich mit mehreren Flaschen Champagner und Frau Bencker macht noch ein paar Fotos mit dem gestohlenen Fotoapparat. Währenddessen versucht Tavernier verzweifelt, aus dem Aufzug zu entkommen, und Florence irrt weiterhin auf der Suche nach ihm durch das Pariser Nachtleben.
Mittlerweile ist es späte Nacht. Louis weckt seine Freundin, um mit ihr aus dem Motel zu verschwinden. Er versucht, den Mercedes-Benz zu stehlen, stellt sich dabei aber ungeschickt an und wird von Bencker und dessen Frau ertappt. Er tötet beide mit Taverniers Revolver und flieht zusammen mit Véronique im Sportwagen nach Paris. Sie verlassen das Auto, begeben sich in Véroniques kleine Wohnung und planen dort ihren Selbstmord mit einer Überdosis Schlaftabletten. Mittlerweile ist Florence bei einer Polizeirazzia festgenommen und auf das Revier gebracht worden. Kurz bevor man sie gehen lässt, wird sie von Inspektor Cherier befragt. Er möchte wissen, ob sie Tavernier kennt und wann sie ihn zuletzt gesehen hat. Sie schildert ihre Beobachtung vom Vorabend und erfährt, dass ihr Geliebter inzwischen landesweit wegen des Mordes an den beiden deutschen Touristen gesucht wird.
Irritiert sucht sie Véronique auf und findet sie und ihren Freund in der Wohnung nach einem gescheiterten Selbstmordversuch. Sie begreift die Zusammenhänge und verständigt anonym die Polizei. Véronique und Louis erkennen jedoch, dass nicht sie wegen Mordes gesucht werden, sondern Tavernier. Doch jetzt fällt ihnen die kleine Kamera wieder ein, der einzige Beweis, der sie noch überführen könnte. Louis bricht überstürzt auf einem Motorroller zum Motel auf, Florence folgt ihm mit dem Auto. Inzwischen beginnen Polizeibeamte mit der Durchsuchung von Taverniers Büro. Der Hausmeister Maurice öffnet ihnen die Türen und schaltet den Strom ein. Die Polizisten fahren nach oben, und Tavernier kann gerade noch unbemerkt aus dem anderen Aufzug entkommen. Während Julien nun seinerseits die Suche nach Florence beginnt, entdeckt Maurice die Leiche von Carala. Schon wenige Minuten später wird Tavernier in einem Café verhaftet. Er ist sofort erkannt worden, da sein Foto auf den Titelseiten aller Zeitungen steht.
Louis trifft inzwischen, unauffällig verfolgt von Florence, im Motel ein. Er sucht das Fotolabor auf, wo er den Film vermutet. Er dringt in die Dunkelkammer ein, in der der Laborant gerade die Fotos von Louis und dem Deutschen vergrößert. Doch der Laborant ist nicht allein, Inspektor Cherier und ein paar Polizisten warten bereits. Louis wird festgenommen, und als auch Florence das Labor betritt, wird sie von Cherier mit den übrigen Fotos, die in der Kamera gewesen sind, konfrontiert: Sie zeigen Julien und Florence als glückliches Paar. Florence erkennt verzweifelt, dass alles vergeblich gewesen ist.

## Entstehungsgeschichte

### Skript und Vorproduktion
Nachdem Louis Malle für Jacques Cousteau als Kameramann und Assistent tätig gewesen war und dessen Film Die schweigende Welt 1956 überraschend die Goldene Palme in Cannes gewonnen hatte, bekam er zwei Angebote: Für Jacques Tati sollte er bei Mein Onkel die Kamera führen, und Robert Bresson bot ihm an, bei Ein zum Tode Verurteilter ist entflohen die Regieassistenz und die Verantwortung für das Casting der Laienschauspieler und die Ausstattung zu übernehmen. Malle entschied sich für sein Vorbild Bresson, musste diesen jedoch bald um Freistellung von seiner Aufgabe bitten, als er das Angebot erhielt, das Wrack der Andrea Doria vor der Küste von Nantucket zu filmen. Eine Trommelfellverletzung brachte Malle vor der endgültigen Realisierung dieses Projekts zurück nach Paris.
Malle hatte bereits im Herbst 1956 an seinem ersten eigenen Drehbuch – einer autobiografischen Liebesgeschichte, die an der Sorbonne spielen sollte – gearbeitet, jedoch keinen Produzenten dafür gefunden. Im Frühjahr 1957 machte Malles Freund Alain Cavalier ihn auf den Kriminalroman Ascenseur pour l’échafaud von Noël Calef aufmerksam, den er an einem Bahnhofskiosk erstanden hatte. Malle erkannte das Potential dieses Stoffes für einen Film und bat den renommierten Schriftsteller Roger Nimier, den Roman für ein Drehbuch zu adaptieren. Nimier hielt Calefs Roman eigentlich für ein „blödes Buch“, kam aber Malles Wunsch trotzdem nach und schrieb ein Drehbuch, das den Kern der Geschichte – die ironisch-paradoxe Wendung, dass Juliens perfektes Verbrechen aufgrund eines zweiten Mordes misslingt – beibehielt, sich aber ansonsten deutlich vom Roman unterschied.
Henri Decaë, ein etablierter Kameramann, der bereits mit Jean-Pierre Melville gearbeitet hatte, erklärte sich bereit, den Film zusammen mit dem jungen Regiedebütanten Malle zu verwirklichen. Für die weibliche Hauptrolle der Florence Carala, die im Roman kaum vorkommt und erst durch die Drehbuchadaption eine tragende Rolle bekommen hatte, wurde Jeanne Moreau gewonnen, eine Bühnenschauspielerin, die im Film bisher nur in B-Movies in Erscheinung getreten war.

### Produktion und Nachproduktion
Malle sorgte sich zu Beginn der Produktion darum, ob es ihm gelingen würde, die Schauspieler zu führen, da er bislang nur Erfahrungen als Dokumentarfilmer gesammelt hatte. Die routinierte Moreau war ihm dabei behilflich, diese Bedenken zu zerstreuen.
Nur mithilfe des verwendeten neuen, äußerst lichtempfindlichen, dafür aber grobkörnigen Filmmaterials Tri-X war es dem Team möglich, Nachtaufnahmen ohne künstliches Licht zu realisieren. Die Szenen der durch die Stadt irrenden Florence wurden auf den nächtlichen Champs-Élysées gedreht, indem die Kamera die Moreau – fast ohne Make-up und nur vom Licht der Schaufenster beleuchtet – aus einem Kinderwagen heraus filmte. Die Filmtechniker, die das gedrehte Material anschließend entwickelten, protestierten zwar dagegen, dass die Schauspielerin so ungeschminkt und ohne kunstfertige Lichtführung abgebildet wurde – doch Malle erkannte, dass Moreau ihre Rolle ohne den gewohnten Glamour viel intensiver zum Ausdruck bringen konnte. Tatsächlich bekam Moreaus Karriere durch Fahrstuhl zum Schafott den entscheidenden Anstoß. Zwei Jahre später spielte sie in Antonionis Die Nacht und avancierte endgültig zu einem europäischen Star.
Jean-Claude Brialy hat einen nicht in den Credits erwähnten Auftritt als Schach spielender Motelgast, der später auch als Zeuge gegen Julien Tavernier aussagt.

### Musik
Als der Jazz-verrückte Malle sich um die Filmmusik bemühte, war es ein Glücksfall, dass gerade Miles Davis für drei Wochen in Paris für einige Auftritte weilte. Boris Vian, Schriftsteller, Jazztrompeter und Direktor der Jazzmusikabteilung bei Philips, war Malle behilflich, den Kontakt herzustellen. Davis war zunächst unsicher, ob er ohne seine gewohnten Studiomusiker spielen sollte, doch zwei Vorführungen des Films durch Malle überzeugten ihn. In nur einer Nacht, zwischen zehn Uhr abends und fünf Uhr morgens, spielte Davis den Soundtrack in einem Studio an den Champs-Élysées komplett improvisiert ein.
Malle war der erste, der einen durchgängigen Jazz-Soundtrack verwendete, und obwohl nur etwa 18 Minuten Musik im Film zu hören sind, hat sie in Verbindung mit den Bildern der durch die Stadt irrenden Moreau einen hohen Wiedererkennungs- und Erinnerungswert. Malle bewertet den Beitrag von Miles Davis sehr hoch: „Was er machte, war einfach verblüffend. Er verwandelte den Film. Ich erinnere mich, wie er ohne Musik wirkte; als wir die Tonmischung fertig hatten und die Musik hinzufügten, schien der Film plötzlich brillant. Es war nicht so, dass […] [die] Musik […] die Emotionen vertiefte, die die Bilder und der Dialog vermittelten. Sie wirkte kontrapunktisch, elegisch und irgendwie losgelöst.“
Die Musik zum Film erschien auf dem Plattenlabel Fontana unter dem Titel Ascenseur pour l’échafaud, wobei in einigen CD-Auflagen auch alternative, im Film nicht verwendete Takes der Stücke präsentiert wurden.

## Rezeption und Nachwirkung
Das 1957 fertiggestellte und am 29. Januar 1958 uraufgeführte Werk erhielt noch im Entstehungsjahr den französischen Filmpreis Prix Louis-Delluc.
Die Kritiker der Les Cahiers du cinéma, der Brutstätte der Nouvelle Vague, bescheinigten dem Film wegen schleppendem Tempo mangelnde Stilsicherheit im Thrillergenre, das eine spannungsgeladene, schnelle Handlung benötige: „Die Mängel des Films resultieren notwendigerweise aus der Jugend [des Regisseurs]; […] vor allem ist es die Langsamkeit oder, genauer gesagt, eine gewisse Trägheit, an der die Schnelligkeit der Bewegungen und die Abfolge schneller Schnitte nicht rütteln können.“ Ein Jahr später, bei der Besprechung des viel persönlicheren Die Liebenden, stellten sie fest, Malle habe mit seinem zweiten Film die Versprechen eingelöst, die er mit seinem ersten gemacht habe. Fahrstuhl zum Schafott habe lediglich „einen Aufbruch und eine Stilübung“ bedeutet.
Malles Zusammenarbeit mit dem rechtsgerichteten Nimier führte aber auch zu heftiger Kritik. Raymond Borde, damals noch französischer Kommunist, klagte den Film in der Zeitschrift Les Temps modernes an, er sei faschistisch. Ein „kleiner, modischer harter Typ, ein 35-jähriger Paramilitär und ein kapitalistischer Neonazi“ seien in diesem Film „die drei Fixpunkte von Malles innerer Traumvorstellung“. Der Film bediene mit seiner Obsession für Mercedes-Autos und luxuriöse Büropaläste „die Phantasien rechter Kleinbürger“. Auch David Nicholls kritisiert 1996 die Figur des unverstandenen Kriegsveteranen Tavernier, die „eine Art faschistische Reinheit“ beinhalte und der ein „geschlagener Parzival“ sei, der „den Übergangsritus der Kolonialkriege“ zwar überstanden habe, aber „dessen letztendliches Schicksal nicht Ruhm, sondern Demütigung“ sei.
Pauline Kael hingegen lobte Fahrstuhl zum Schafott als „in seinen Mitteln beschränkten, aber packenden Film“ für den „Jeanne Moreaus mürrischer wie sinnlicher Ausdruck genau richtig“ sei. Der Film habe „ein unübliches Gefühl für Kontrolle und Stil, wenn man bedenkt, dass die Geschichte selbst drittklassig ist“.
Das Lexikon des internationalen Films attestiert dem Film „eine raffinierte Kriminalhandlung als ein filmisches Traumspiel“. „Im Zusammenwirken von stimmungsvoller Fotografie, atmosphärischer Musik und sparsam-einprägsamem Spiel der Darsteller“ entwickle sich „eine düster-poetische Studie um Schuld und Sühne, Liebe und Mißtrauen, Zufall und Schicksal, voller Liebe zur erzählerischen Kraft des Kinos“.
Der Filmhistoriker Ulrich Gregor stufte den Film als einen ‚perfekt gemachten Thriller‘ ein.
Der Film gilt heute durch seinen radikalen Bruch mit den Erzähl- und Stilkonventionen des französischen Kinos der 1950er-Jahre als einer der wegbereitenden Filme für die Nouvelle Vague. Roger Ebert ordnet in seiner Kritik aus dem Jahr 2005 den Film eindeutig dieser Bewegung zu. Zusammen mit Melville, Jacques Becker und anderen habe Malle in den Low-Budget-Kriminalfilmen der 1950er bereits denselben Stil, etwa durch die Verwendung von Jump Cuts und die Loslösung von der Formelhaftigkeit des „klassischen“ Krimis, verwendet, wie ihn später Truffaut mit Jules und Jim und Godard mit Außer Atem als ein Markenzeichen der Nouvelle Vague bekannt gemacht haben.
Im selben Jahr machte auch David Denby im New Yorker den Zusammenhang zur Nouvelle Vague deutlich, bezog sich aber mehr auf die Thematik als auf den Stil, denn „die Straßenszenen, die bizarren, unwirklichen Erlebnisse, die Moreau auf ihrem nächtlichen Irrgang hat, die anarchistischen Kids, die einfach was stehlen und dann abhauen“, wiesen deutlich auf die Inhalte der kommenden Kinobewegung hin.

## Filmanalyse

### Zwischen Film noir und Nouvelle Vague
Malle gehörte nicht zu der Gruppe von Filmkritikern und -enthusiasten um Chabrol, Rivette, Truffaut und Godard, die – erst theoretisch mit ihren Artikeln in den Cahiers, dann praktisch mit ihren Filmen – für eine Erneuerung des französischen Kinos kämpften. In den entscheidenden Jahren der Gruppenbildung und theoretischen Aufstellung von 1953 bis 1956 war Malle mit Cousteau auf dessen Reise über die Weltmeere unterwegs. Die Geisteshaltung und die Herangehensweise an das Medium Film verband sie allerdings: Das französische Qualitätskino der 1950er-Jahre mit seiner streng linearen Erzählstruktur, seinen gekünstelten Dialogen, der perfekten, aber als langweilig empfundenen Ausleuchtung, gedreht in der aseptischen Atmosphäre der Studios, wurde abgelehnt. Vorbilder waren die schnell gedrehten, billigen Kriminalfilme des Film noir und Filmemacher wie Alfred Hitchcock, Samuel Fuller, Robert Aldrich und Nicholas Ray.
Malle bediente sich bei Fahrstuhl zum Schafott ausgiebig bei Thematik und Stil des Film noir. Das Motiv der Femme fatale, die mit ihrem verbrecherischen Liebhaber ihren Ehemann töten will, deren Plan aber letztendlich misslingt, verweist auf klassische Noirs wie Frau ohne Gewissen und Im Netz der Leidenschaften. Malle bediente die voyeuristische Faszination des Zuschauers, Zeuge bei der Planung und Durchführung eines ruchlosen Verbrechens werden zu können. Dabei versuchte er, einen Suspense-Spannungsbogen in der Tradition von Hitchcock aufzubauen, brach ihn aber immer wieder durch Umwege und Überraschungen, die in ihrer narrativen Umsetzung auf sein Vorbild Robert Bresson verweisen.
In seiner Ablehnung der behäbigen Bilderwelt des traditionellen französischen Kinos kreierte Malle ein für damalige Verhältnisse futuristisch anmutendes, amerikanisiertes Paris. Er drehte in einem der ersten modernen Bürohochhäuser von Paris, auf der neu entstandenen Stadtautobahn und im damals einzigen französischen Motel, das allerdings nicht in der Nähe von Paris lag, sondern 200 km entfernt im am Ärmelkanal gelegenen Küstenort Le Touquet-Paris-Plage. Damit wird ein Bild der Stadt als entmenschlichtem, labyrinthischen und von hektischem Verkehr durchzogenen Großstadtmoloch erzeugt, das der Funktion großstädtischer Schauplätze im amerikanischen Film noir entspricht.

### Existentialistische Sichtweisen
Im Film sind bereits viele Motive angelegt, die sich durch Malles späteres Werk zogen, etwa die Entlarvung der Verlogenheit des Bürgertums, die sich gegenseitig suchenden, schicksalhaft verstrickten Figuren und die Darstellung von Figuren an einem persönlichen oder gesellschaftlichen Umbruch. Malles Protagonisten kommen aus dem Kontext der französischen Nachkriegszeit: der Held des Indochinakriegs, der von einem Waffenhändler für dessen Zwecke missbraucht wird; der neureiche, überhebliche Deutsche; das junge ziellose Paar, das in seiner Gier nach Konsum keine moralischen Grenzen kennt. Dabei legt Malle aber weniger Wert auf psychologisch stimmige Charakterstudien als auf die Darstellung der paradoxen Situation des aus abstrusen Gründen aufgedeckten Mordes.
Die Macht des Zufalls triumphiert im Film über perfekt ausgearbeitete Pläne, das menschliche Leben ist geprägt von Widersinn und Absurdität. Dies führt zu einer ausgeprägten existentialistischen Grundstimmung in Fahrstuhl zum Schafott; zu einem, so Frey, „ironischen, fatalistischen Ton“, den Malle durch einen „dunklen, amoralischen Realismus“ erreicht. Schon in der ersten Szene, als Moreau ihrem Liebhaber ewige Liebe schwört – nur ihr Gesicht ist in extremer Nahaufnahme zu sehen – wird eine Atmosphäre der Einsamkeit und Entfremdung deutlich, als die Kamera zurückfährt und der Zuschauer feststellt, dass sie nicht in einem Raum mit ihrem Geliebten ist, sondern sich nur am Telefon mit ihm unterhält. Das Grundmotiv der Figur der Florence ist die Angst vor der Zerstörung einer Beziehung. Sie gerät in Zweifel, ob ihr Geliebter nicht doch mit dem Blumenmädchen durchgebrannt ist. Im Zusammenspiel mit Davis’ trauriger Musik wird ihr Irrweg durch Paris zur filmischen Parabel über das Thema der Unmöglichkeit, erfüllte Liebe zu finden.

### Filmische Mittel
Sind im ersten und im dritten Akt des Films in der überhöht scharfen Abbildung der Realität ästhetische Anklänge an den italienischen Neorealismus und an Malles Hintergrund als Dokumentarfilmer zu entdecken, kommt beim in der Nacht spielenden zweiten Akt die expressive Stilisierung des Film noir voll zum Tragen: regennasse Straßen als Schauplätze, blinkende Neonlichter, die Gesichter wechselweise in Dunkelheit und gleißende Helligkeit tauchen, beengende Bildkadrierungen durch Gitter oder Schächte; dazu der Einsatz des Voice-Overs bei Florence. Diese Stilmittel sollen die unentwirrbaren schicksalhaften Verstrickungen verdeutlichen, in denen sich die Protagonisten befinden.
Dabei enthält sich Malle jeder moralischen Wertung über die Taten seiner Filmfiguren: Es gibt im Film bis auf den Blick Taverniers in den Fahrstuhlschacht kaum Point-of-View-Einstellungen, die den Zuschauer in die Rolle des Protagonisten schlüpfen lassen, sondern stets bleibt der Zuschauer in der distanzierten Rolle eines unbeteiligten Voyeurs, dem der Film subjektive Wertvorgaben vorenthält. Diese Objektivierung geht so weit, dass der Mord an Carala selbst nicht gezeigt wird, sondern der Moment des Mordes durch einen Zwischenschnitt auf Caralas Sekretärin in einem anderen Raum ersetzt wird. Eine weitere POV-Einstellung ist der Blick des Pförtners durch das Schlüsselloch, als er den toten Carala entdeckt.